# كريستال (مينيسوتا)

## التركيبة السكانية
قام مكتب تعداد الولايات المتحدة بتحديد بيانات التركيبة السكانية لكريستال في تعداد الولايات المتحدة. في ما يلي، التركيبة السكانية حسب تعدادي 2000 و2010.

### تعداد عام 2000
بلغ عدد سكان كريستال 22,698 نسمة بحسب تعداد عام 2000، وبلغ عدد الأسر 9,389 أسرة وعدد العائلات 6,102 عائلة مقيمة في المدينة.
وتوزع التركيب العرقي للمدينة بنسبة 88.34% من البيض و0.59% من الأمريكيين الأصليين و3.44% من الأمريكيين ذوي الأصول الآسيوية و0.02% من سكان جزر المحيط الهادئ و4.20% من الأمريكيين الأفارقة و2.39% من عرقين مختلطين أو أكثر.
بلغ عدد الأسر 9,389 أسرة كانت نسبة 28.3% منها لديها أطفال تحت سن الثامنة عشر تعيش معهم، وبلغت نسبة الأزواج القاطنين مع بعضهم البعض 49.9% من أصل المجموع الكلي للأسر، ونسبة 11.1% من الأسر كان لديها معيلات من الإناث دون وجود شريك، وكانت نسبة 35.0% من غير العائلات. تألفت نسبة 27.5% من أصل جميع الأسر من أفراد ونسبة 8.9% كانوا يعيش معهم شخص وحيد يبلغ من العمر 65 عاماً فما فوق. وبلغ متوسط حجم الأسرة المعيشية 2.92، أما متوسط حجم العائلات فبلغ 2.39.
بلغ العمر الوسطي للسكان 37 عاماً. وكانت نسبة 22.4% من القاطنين تحت سن الثامنة عشر، وكانت نسبة 7.2% بين الثامنة عشر والأربعة وعشرون عاماً، ونسبة 34.6% كانت واقعةً في الفئة العمرية ما بين الخامسة والعشرين حتى الرابعة والأربعين عاماً، ونسبة 21.6% كانت ما بين الخامسة والأربعين حتى الرابعة والستين، ونسبة 14.1% كانت ضمن فئة الخامسة والستين عاماً فما فوق. يوجد لكل 100 أنثى 97.3 ذكر، ويوجد لكل 100 أنثى في الثامنة عشر من عمرها فما فوق 93.8 ذكر.
بلغ متوسط دخل الأسرة في المدينة 48,736 دولار، أما متوسط دخل العائلة فبلغ 54,738 دولار. وكان متوسط دخل الذكور 39,494 دولار مقابل 29,673 دولار للإناث. وسجل دخل الفرد الخاص بالمدينة 23,163 دولار. وكانت نسبة 2.5% من العائلات ونسبة 4.4% من السكان تحت خط الفقر، وكان من هؤلاء نسبة 5.7% تحت سن الثامنة عشر ونسبة 3.6% في الخامسة والستين من العمر وما فوق.

### تعداد عام 2010
بلغ عدد سكان كريستال 22,151 نسمة بحسب تعداد عام 2010، وبلغ عدد الأسر 9,183 أسرة وعدد العائلات 5,640 عائلة مقيمة في المدينة. في حين سجلت الكثافة السكانية 3,832.4 نسمة لكل ميل مربع (1,479.7/كم2). وبلغ عدد الوحدات السكنية 9,634 وحدة بمتوسط كثافة قدره 1,666.8 لكل ميل مربع (643.6/كم2).
وتوزع التركيب العرقي للمدينة بنسبة 78.1% من البيض و0.7% من الأمريكيين الأصليين و3.9% من الأمريكيين ذوي الأصول الآسيوية و10.5% من الأمريكيين الأفارقة و3.8% من عرقين مختلطين أو أكثر.
بلغ عدد الأسر 9,183 أسرة كانت نسبة 28.5% منها لديها أطفال تحت سن الثامنة عشر تعيش معهم، وبلغت نسبة الأزواج القاطنين مع بعضهم البعض 43.8% من أصل المجموع الكلي للأسر، ونسبة 12.7% من الأسر كان لديها معيلات من الإناث دون وجود شريك، بينما كانت نسبة 5.0% من الأسر لديها معيلون من الذكور دون وجود شريكة وكانت نسبة 38.6% من غير العائلات. تألفت نسبة 30.3% من أصل جميع الأسر من أفراد ونسبة 10.3% كانوا يعيش معهم شخص وحيد يبلغ من العمر 65 عاماً فما فوق. وبلغ متوسط حجم الأسرة المعيشية 2.97، أما متوسط حجم العائلات فبلغ 2.39.
بلغ العمر الوسطي للسكان 38.1 عاماً. وكانت نسبة 21.6% من القاطنين تحت سن الثامنة عشر، وكانت نسبة 7.8% بين الثامنة عشر والأربعة وعشرون عاماً، ونسبة 30.7% كانت واقعةً في الفئة العمرية ما بين الخامسة والعشرين حتى الرابعة والأربعين عاماً، ونسبة 26.5% كانت ما بين الخامسة والأربعين حتى الرابعة والستين، ونسبة 13.7% كانت ضمن فئة الخامسة والستين عاماً فما فوق. وتوزع التركيب الجنسي للسكان بنسبة 49.2% ذكور و50.8% إناث.

## كريستال، مينيسوتا
كريستال هي مدينة في مقاطعة هينيبين، مينيسوتا، الولايات المتحدة الأمريكية. ويبلغ عدد سكانها 22698 في تعداد عام 2000. مدينة كريستال مساحتها الإجمالية 5.9 ميل مربع (15.2 كيلومتر مربع). 5.8 ميل مربع (15.0 كيلومتر مربع) تمثل اليابسة و0.1 ميل مربع (0.2 كيلومتر مربع) تمثل الماء.